# Mario Lemina
Mario René Junior Lemina (* 1. September 1993 in Libreville) ist ein gabunisch-französischer Fußballspieler, der bei Galatasaray Istanbul unter Vertrag steht.

## Karriere

### Im Verein
Lemina entstammt der Jugendabteilung des FC Lorient, in der er bis 2012 aktiv war. Nach zahlreichen Einsätzen für die zweite Mannschaft kam er am 26. Januar 2013 zu seinem Debüt für Lorients erste Mannschaft in der Ligue 1. Bei der 1:2-Niederlage gegen die AS Nancy wurde er in der 74. Minute eingewechselt. In der Saison 2012/13 absolvierte Lemina noch neun weitere Partien für Lorient. Zu Beginn der Spielzeit 2013/14 hatte sich Lemina bereits als Stammspieler etabliert und stand an den ersten vier Spieltagen in der Startformation von Lorient.
Am letzten Tag des Sommertransferzeitraumes, dem 2. September 2013, wechselte Lemina noch für etwa vier Millionen Euro Ablöse zum Ligakonkurrenten Olympique Marseille. In der stärker besetzten Mannschaft musste sich Lemina zunächst mit dem Stand des Ersatzspielers zufriedengeben, bevor er regelmäßig spielte. Gegen Ende der Spielzeit verlor er seinen Platz in der Mannschaft wieder. Darüber hinaus stand er in vier Champions-League-Partien auf dem Feld. Am Ende der Saison wurde die Mannschaft nur Sechster und verpasste die erneute Qualifikation für den Europapokal. In der Saison 2014/15 wurde Lemina endgültig zum Stammspieler – entweder im zentralen Mittelfeld oder als Außenverteidiger – und absolvierte 23 Spiele in der Liga, an dessen Ende Marseille sich wieder für die Europa League qualifizieren konnte. Auch in den ersten Begegnungen der Spielzeit 2015/16 stand Lemina auf dem Feld.
Erneut kurz vor Transferschluss wechselte Lemina am 31. August 2015 auf Leihbasis zum italienischen Meister Juventus Turin. Ende April 2016 wurde er schließlich für eine Ablöse von 9,5 Mio. Euro, die sich um eine Million Euro erhöhen kann, fest verpflichtet und mit einem Vertrag bis zum 30. Juni 2020 ausgestattet.
Für die Saison 2019/20 wurde Lemina an Galatasaray Istanbul ausgeliehen. Der türkische Klub bezahlte eine Leihgebühr von einer Million Euro, außerdem hatte Galatasaray eine Kaufoption in Höhe von 16 Millionen Euro, die bis zum 30. Juni 2020 gültig war. Statt eines dauerhaften Wechsels in die Türkei folgte jedoch ein weiteres Leihgeschäft, nunmehr für die Saison 2020/21 mit dem englischen Erstligaaufsteiger FC Fulham.
Im Juli 2021 heuerte er beim französischen Erstligisten OGC Nizza an.
Im Januar 2023 wechselte er zu den Wolverhampton Wanderers. Ende Januar 2024 wechselte sein jüngerer Bruder Noha auf Leihbasis von Paris Saint-Germain zum selben Team. In der Rückrunde der Saison 2024/25 kehrte Lemina zurück zu Galatasaray Istanbul. Galatasaray zahlte eine Ablöse von 2,5 Millionen Euro.

### In der Nationalmannschaft
Lemina lief seit 2013 für die U-20 Frankreichs auf und wurde mit ihr im selben Jahr U-20-Weltmeister. Insgesamt absolvierte er sechs Partien, bevor er in die U-21-Auswahl aufgenommen wurde, für die er 2013 lediglich eine Partie bestritt.
Im Januar 2015 stand Lemina erstmals im Aufgebot der gabunischen Nationalmannschaft, als er in den erweiterten Kader für die Afrikameisterschaft 2015 berufen wurde. Er gehörte jedoch nicht zur Mannschaft und kehrte zu seinem Verein zurück. Im Juni desselben Jahres gab er bekannt, auf jeden Fall für Gabun und nicht für Frankreich spielen zu wollen. Im September 2015 wurde Lemina dann erneut nominiert, blieb jedoch weiterhin ohne Einsatz.

## Erfolge
- U-20-Weltmeister: 2013
- Italienischer Meister: 2015/16, 2016/17
- Italienischer Pokalsieger: 2015/16, 2016/17
- Türkischer Meister: 2024/25
- Türkischer Fußballpokal: 2024/25